# Ludovico Ariosto
Ludovico Giovanni Ariosto (ur. 8 września 1474, zm. 6 lipca 1533) – poeta włoski, autor poematu Orland szalony. Pisał także satyry i komedie.

## Biografia
Pochodził z Ferrary, lecz urodził się w cytadeli Reggio. Jego ojciec, Niccolò Ariosto, był ochmistrzem na dworze Ercole d'Este. Od cesarza Fryderyka III Habsburga w 1460 otrzymał tytuł hrabiowski i możliwość dodania do herbu wizerunku cesarskiego czarnego orła. Po 1471 został mianowany kapitanem cytadeli i dyrektorem skarbu w Reggio w Lombardii. Matką Ludovica była Daria Malaguzzi. Ludovico Ariosto był najstarszym z dziesięciorga jej dzieci. W roku 1486 rodzina Ariostów wróciła do Ferrary, bowiem Niccolò został mianowany giudice dei savi, na najwyższe stanowisko miejskie. Po krótkim czasie z powodu nadużyć został z niego usunięty. W Ferrarze Ludovico uczęszczał do łacińskiej szkoły Lukki Ripa, a później studiował prawo na uniwersytecie. Ariosto, już jako doktor praw, brał udział w lekcjach nadwornego nauczyciela, humanisty, Georgio da Spoleto, który zapoznał go z dziełami Owidiusza, Wergiliusza, Horacego, Plauta i Terencjusza. Pod wpływem tych lektur Ariosto zaczął pisać wiersze po łacinie. Po śmierci ojca w 1500 Ludovico Ariosto musiał zająć się gospodarowaniem w majątku w Reggio, by utrzymać matkę i dziewięcioro rodzeństwa. W 1502 został kasztelanem zameczku w Canossa. W tych latach Ludovico został ojcem dwóch nieślubnych synów, z dwóch różnych matek, Giovanniego i Virginio Ariosto (późniejszego wydawcę pośmiertnych „Pięciu pieśni” napisanych przez ojca, lecz wyłączonych z autoryzowanego przez ojca wydania). Od 1503 Ariosto służył na dworze kardynała Ippolito d’Este.
W czasie jednej z misji we Florencji Ariosto poznał Aleksandrę Bennucci, wdowę po Strozzim, która pojechała za nim do Ferrary, i którą kilka lat później poślubił potajemnie (ponieważ miał kilka prebend kościelnych, które mógł stracić gdyby kardynał dowiedział się o ślubie). Z powodu Aleksandry odmówił wyjazdu z kardynałem na Węgry w 1517, tracąc dochody z dworskiej służby. Dzięki księżnej Ferrary, Lukrecji Borgii, został gubernatorem ziem Garfagnany w Apeninach. Z tego odludzia wyzwolił się Ariosto w 1525, kiedy został wezwany do Ferrary.

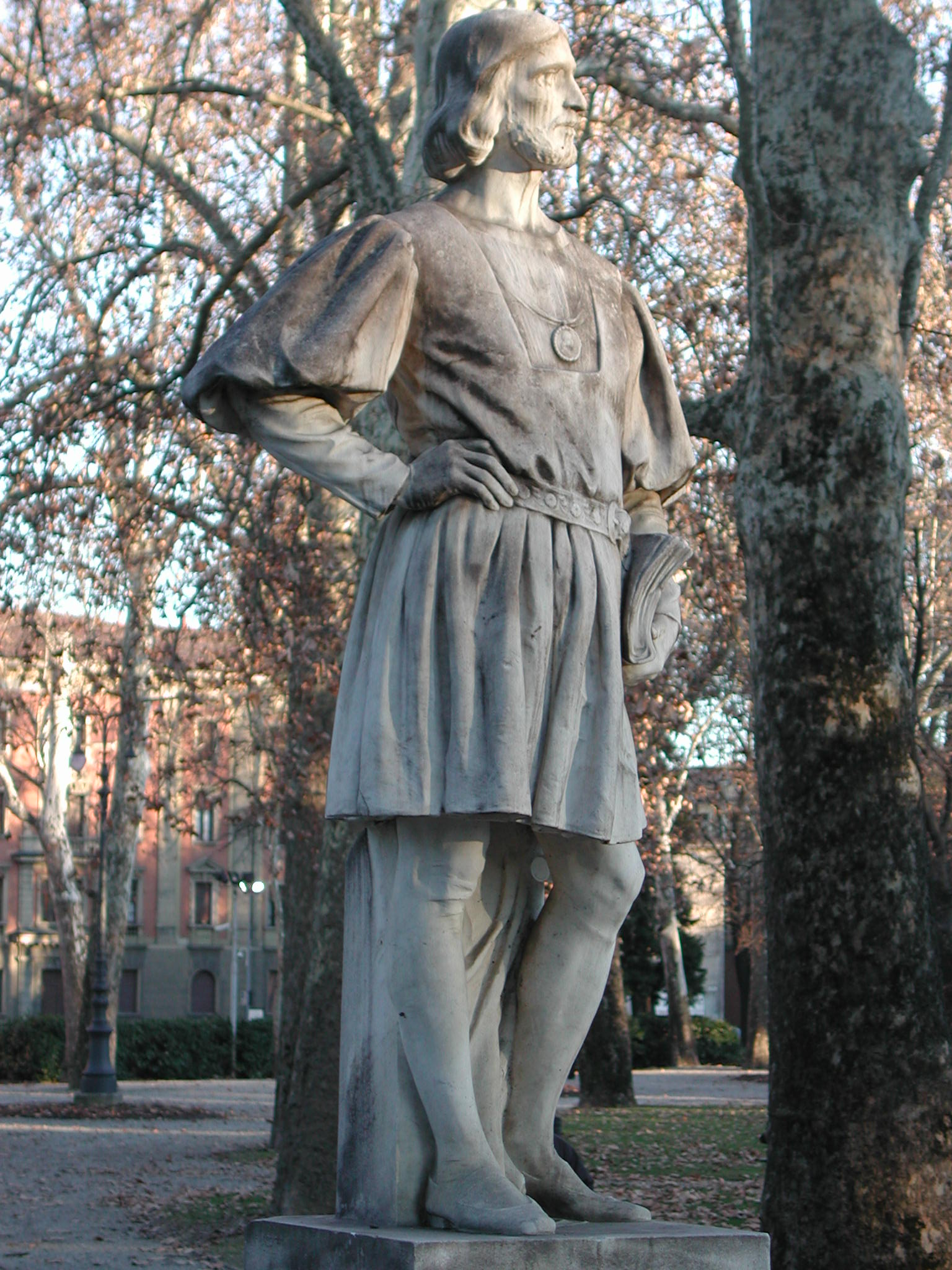
Pomnik Ariosta w Reggio Emilia.

## Orland szalony
Z myślą o napisaniu epickiego poematu sławiącego rycerstwo Ariosto nosił się od 1503. W 1506 ukończył pierwszą, napisaną po włosku, księgę Orlanda szalonego (Orlando furioso), którą przedstawił kardynałowi d'Este. W pieśniach chciał dać wierny obraz rycerstwa „śpiewać o kobietach, rycerzach, o zbrojnych czynach, o miłości i odważnych wyprawach”. Poemat zostaje ukończony w 1515, ale Ludovico Ariosto pracował nad nim do końca swojego życia. Pierwsze wydanie Orlando furioso ukazało się w 1516, kolejne w 1521, a wydanie pełne w 1532. Prace nad dalszym doskonaleniem dzieła przerwała śmierć autora.

## Satyry
- I – Rola intelektualisty, życie dworskie; odmowa wyjazdu na Węgry do Agrii wraz z kardynałem Ippolito d'Este.

- II – Polemika skierowana przeciw dworowi papieskiemu.

- III – Ideał prostoty życia wyzbytego ambicji światowych, próżność władzy i bogactwa; pochwała sroki.

- IV – Pobyt w Garfagnanie. Opis własnych trudów życiowych i tęsknota za Ferrarą i ukochaną kobietą.

- V – Rady wybierania dobrej żony; humor mizoginiczny.

- VI – (Skierowana do Pietro Bembo) wspomina szerokie studia humanistyczne.

- VII – Motywy kierujące nim odrzucając posadę ambasadora w Rzymie; miłość Ferrary.

## Komedie
- La Cassaria, prozą (1508)
- I Suppositi, prozą (1509)
- Il Negromante (Czarownik), wierszem (1520)
- La Lena, wierszem (1528)
- Gli Studenti (nieukończona), wierszem (1518-19)